# Infiniti M
L'Infiniti M è un'autovettura appartenente al segmento E prodotta dalla casa automobilistica Infiniti dal 1989 al 2013, anno in cui è stata commercializzata con il nome di Q70, riflettendo il nuovo schema di denominazione dell'azienda.
La prima versione è stata la M30 Coupé/Convertibile, poi rinominata JDM Nissan Leopard. In seguito, la targa M è stata utilizzata per le berline di lusso di Infiniti: la prima è stata la berlina M45 di breve durata, versione rebadnging della Nissan Gloria con componenti giapponesi. 
Le generazioni successive, la M35/45 e la M37/56/35h/30d, sono diventate le ammiraglie del marchio e sono basate sulla JDM Nissan Fuga.

## Prima generazione (1989-1992)
L'Infiniti M30 era una coupé a 2 porte basata sul mercato giapponese Nissan Leopard (codice di telaio F31). È stato lanciato insieme all'ammiraglia Q45 nel 1989 per l'anno modello 1990 ed è stato inteso come un ripiego fino alla successiva introduzione delle berline G20 e J30.
L'Infiniti M30 era alimentata da un V6 SOHC da 3,0 litri e un cambio automatico a 4 velocità. L'equipaggiamento standard includeva un airbag del conducente, freni antibloccaggio, un sistema di sicurezza antifurto con immobilizzatore del motore, Nissan Sonar Suspension II e rivestimenti in pelle. Altre dotazioni di serie includevano un sistema audio Nissan-Bose a 4 altoparlanti con un lettore di cassette e un'antenna elettrica per l'albero, climatizzatore automatico, cruise control, tetto apribile elettrico, alzacristalli elettrici, serrature elettriche e specchietti elettrici.

## Seconda generazione (2002-2004)

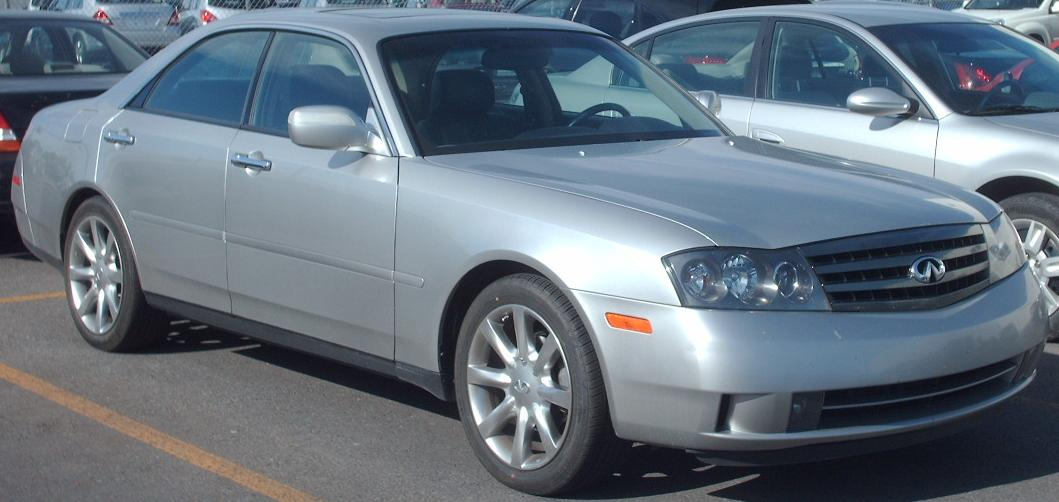
II generazione Infiniti M (Y34)

Infiniti M45 è stata progettata nel 2000 presso il Nissan Technical Center (NTC) di Atsugi, in Giappone; è stato prodotto a Tochigi, in Giappone; ed è basato sulla Nissan Gloria della serie Y34. 
In contrasto con i modelli giapponesi, che erano disponibili solo con motori a 6 cilindri, la M45 era alimentata dal VK45DE V8 di Nissan, che produceva 340 CV (254 kW) e 333 lb⋅ft (451 Nm) di coppia, che condivideva con l'ammiraglia Q45 di Infiniti.

## Terza generazione (2005-2010)

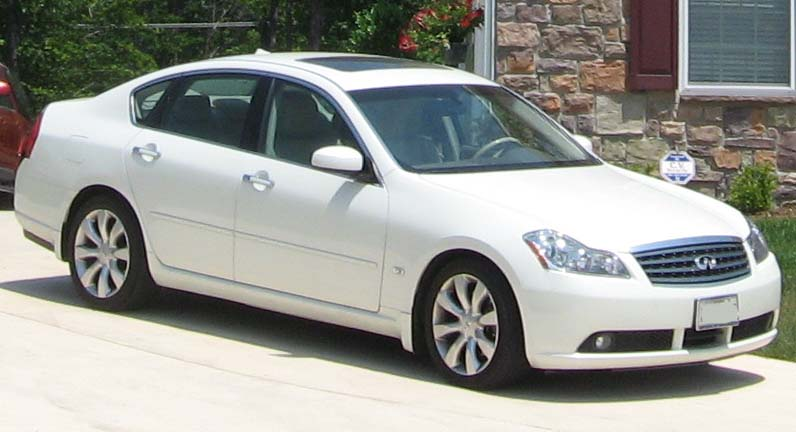
III generazione Infiniti M (Y50)

La casa automobilistica Infiniti, ha rilasciato una M completamente ridisegnata per il modello 2006 per competere direttamente nella classe di lusso sportiva di medie dimensioni, contro tali sostenitori della classe come la BMW E60, Lexus GS, Audi A6 C7, Acura RL, Cadillac CTS e Mercedes-Benz W211. L'Infiniti M è stata rilasciata nel febbraio 2005, quasi esattamente nello stesso momento della nuova Lexus GS del 2006.
L'Infiniti M utilizza una versione molto più rigida della piattaforma Nissan FM G35/350Z/FX ed era disponibile con la comune serie VQ da 280 CV (208 kW) 3.5 L V6 nella M35, o la Q45 da 335 CV (249 kW) V8 da 4,5 litri nella M45. Questa generazione di Infiniti M è stata venduta in Giappone come Nissan Fuga.

## Quarta generazione (2010-2019)

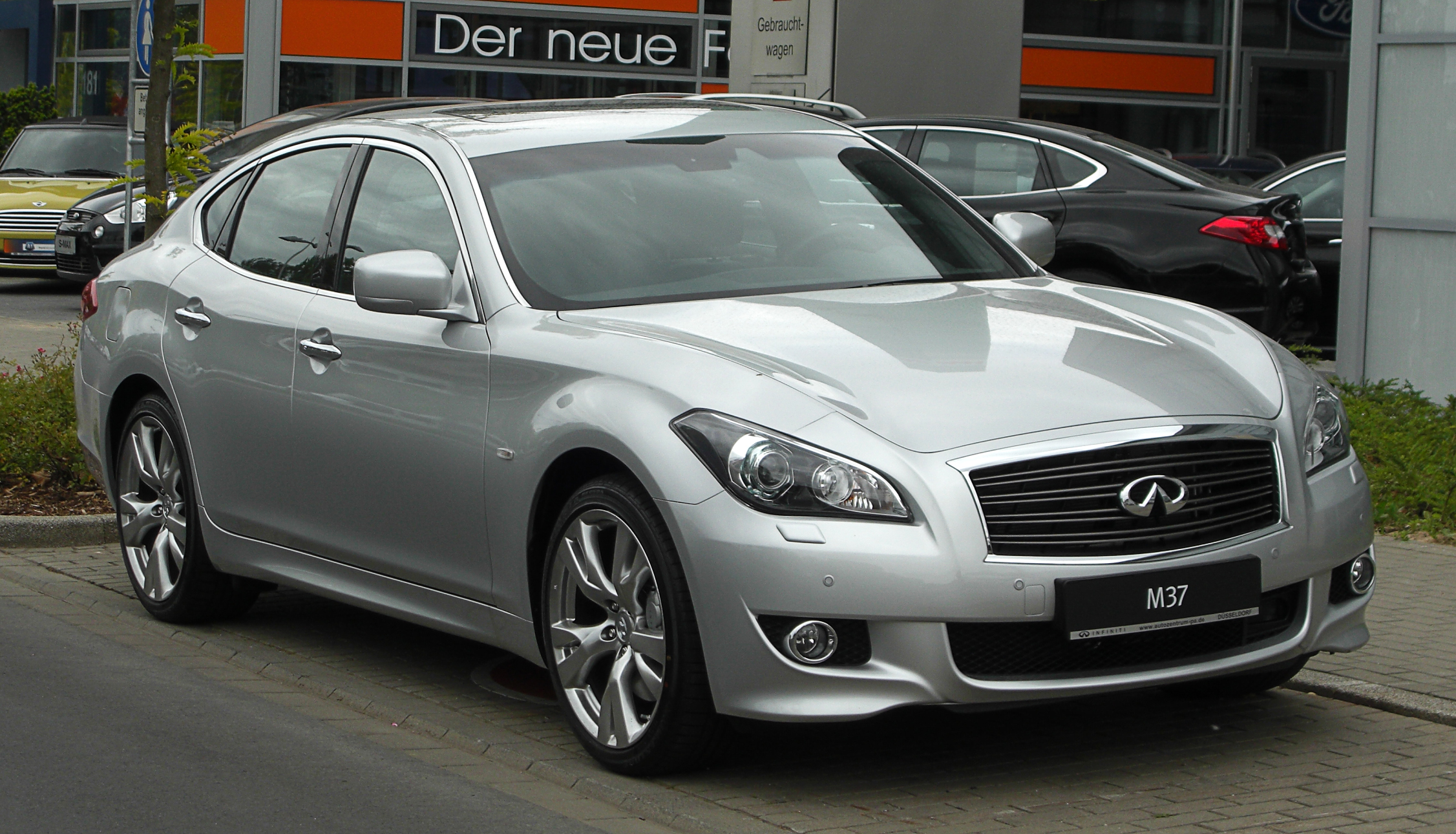
Infiniti M / Q70 (Y51)

La Infiniti M 2011 è stata presentata in anteprima al 59º Concorso d'eleganza di Pebble Beach, e presentata al pubblico in occasione di un evento mediatico a Beverly Hills, California, nel dicembre 2009, in concomitanza con il Salone dell'automobile di Los Angeles. La versione di produzione è stata messa in vendita in tutto il mondo a partire dalla primavera del 2010 come modello del 2011. È stato messo in vendita negli Stati Uniti il 1 marzo 2010. È stato lanciato in Europa al Salone di Ginevra 2010.
Su tutti i modelli è stato installato di serie un selettore della modalità di guida, situato sotto la leva del cambio e tra i comandi dei sedili anteriori riscaldati e ventilati, che fornisce quattro selezioni etichettate "Standard", "Sport", "Eco" e "Neve". ", consentendo al cambio a 7 marce, al motore e ai vari sistemi di ottimizzare la guida in base alle diverse condizioni.
Il 5.6L V8 VK56VD dell'Infiniti M56 lo rende competitivo con altre vetture V8 di medio lusso (executive) come la BMW 550i e la Mercedes-Benz E550. Il 5.6L V8 non è condiviso con la sua controparte del mercato nazionale giapponese, la Nissan Fuga, poiché Nissan ha optato invece per avere la versione ibrida come opzione per le prestazioni. La versione estesa della Fuga, nota come Cima, è offerta come Infiniti Q70L a partire dall'anno modello 2015.
La M37 e la M56 avranno la trazione integrale opzionale, contrassegnate rispettivamente come M37x e M56x